# Alexander Tveter
Alexander Tveter (Lørenskog, Noruega, 7 de marzo de 1991) es un futbolista noruego. Juega de delantero y su equipo actual es el Halmstads BK de la Allsvenskan.

## Clubes
| Club           | País    | Año           | PJ | Goles |
| -------------- | ------- | ------------- | -- | ----- |
| Follo FK       | Noruega | 2010          | 29 | 9     |
| Fredrikstad FK | Noruega | 2011-2013     | 44 | 4     |
| Follo FK       | Noruega | 2013-2015     | 60 | 22    |
| Halmstads BK   | Suecia  | 2016-presente | 47 | 14    |